# كابيليني
كبِلّيني (تعني حرفياً: «الشعر الصغير») وهي نوع من المعكرونة الإيطالية النحيفة جداً، حيث يبلغ قطرها بين 0.85 و 0.92 مليمتر (0.033 و 0.036 بوصة). الكبِلّيني مشابهة للسباغيتي بكونها تأتي على شكل قُضبان، مثل خيوطٍ طويلة.
كابيلي دي أنجلو (تعني حرفيا شعر الملاك -- لذلك تسمى بالإنجليزية، «معكرونة شعر الملاك:») وهي نوع يكون أكثر نحافة ودقة  حيث يبلغ قطرها ما بين 0.78 و 0.88 مليمتر (0.031 و 0.035 بوصة). وغالبا ما تباع مطوية بشكل عُش طير. كابيلي دي أنجلو أصبح ذات شعبية في إيطاليا على الأقل منذ القرن الرابع عشر. وبما أنها معكرونة خفيفة تشبه «الشعيرية» فهي تندمج بشكل جيد مع الحساء (الشوربة) أو مع المأكولات البحرية الخفيفة أو الصلصات.